# Anna Sokolow
Anna Sokolow (Hartford, 9 febbraio 1910 – Manhattan, 29 marzo 2000) è stata una ballerina e coreografa statunitense, che lavorò a livello internazionale, creando pezzi politici e teatrali. Lavorò con compagnie importanti, tra cui la Martha Graham Company e la Batsheva Dance Company. La Sokolow formò anche il suo gruppo "Dance Unit" che diventò Players’ Project dopo il suo scioglimento e la morte di lei.

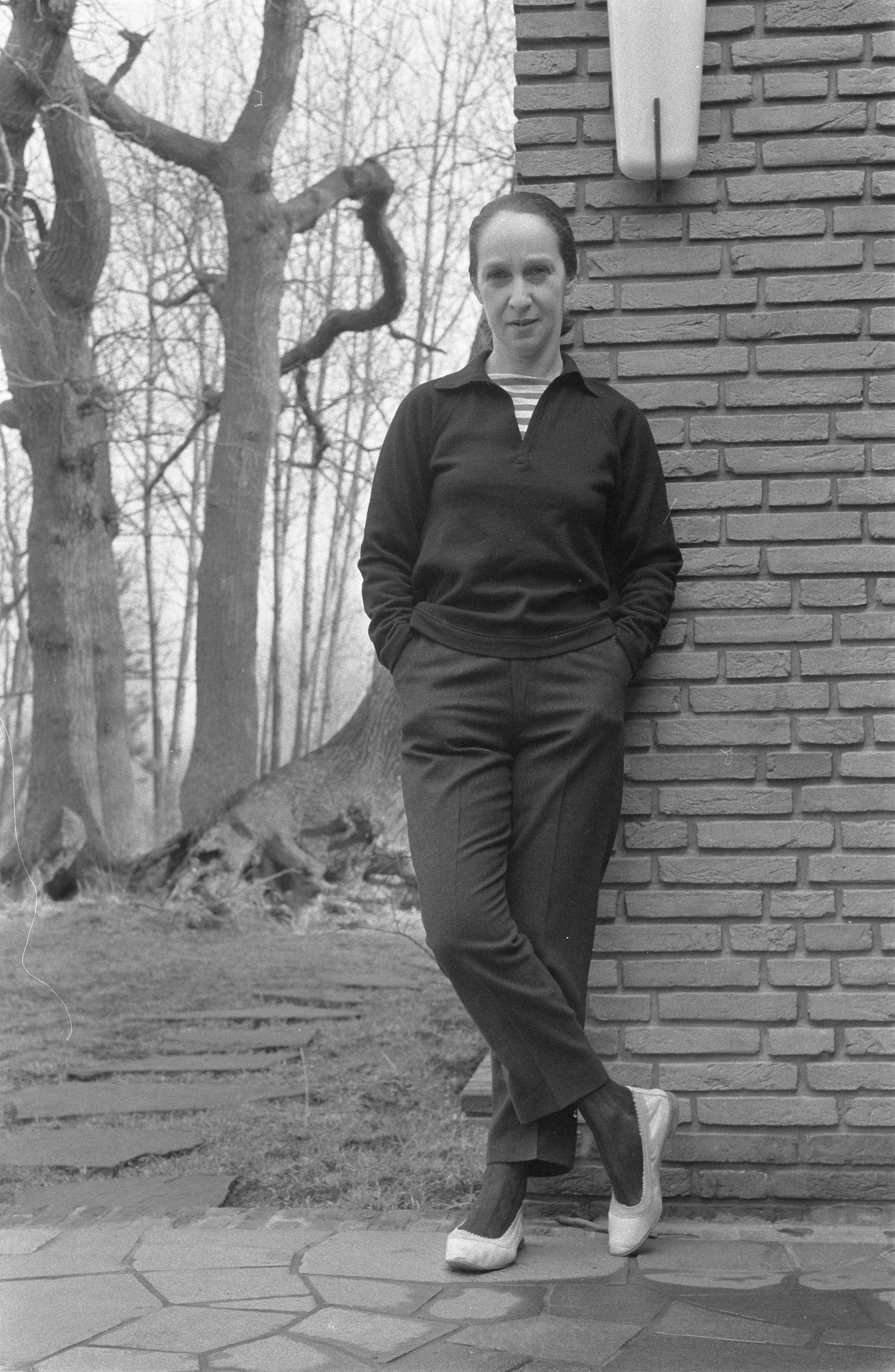
La coreografa americana Anna Sokolow a L'Aia, Olanda Meridionale

Fu anche una cofondatrice dell'Actors Studio.

## Primi anni
Anna Sokolow nacque il 9 febbraio 1910 ad Hartford, nel Connecticut. Suo padre, Samuel Sokolowski, emigrò negli Stati Uniti intorno al 1905 alla ricerca di un lavoro. Sua madre, Sarah, venne negli Stati Uniti nel 1907.
Intenzionati di risiedere a Hartford, nel Connecticut, Samuel e Sara si trasferirono a New York City per migliori prospettive di lavoro. Sarah iniziò a lavorare nel settore dell'abbigliamento quando Samuel contrasse il morbo di Parkinson. Socialista, Sarah era fortemente coinvolta nell'Unione dei lavoratori dell'abbigliamento. Anna Sokolow era la terza figlia di quattro figli di Samuel e Sarah, preceduta da Isadore e Rose e succeduta da Gertie.

## Formazione
Anna Sokolow iniziò la sua formazione di danza prendendo lezioni presso l'Emanuel Sisterhood insieme a sua sorella Rose. La sua prima insegnante, Elsa Pohl, era stata influenzata dal lavoro di Isadora Duncan. Nonostante l'obiezione della sua famiglia, Anna si trasferì lontano da casa e abbandonò la scuola a favore di una carriera di danza, all'età di 15 anni. Durante l'apprendistato, Anna si manteneva lavorando in una fabbrica. Cominciò ad allenarsi con Bird Larson, Irene Lewisohn, Louis Horst, Martha Graham e Blanche Talmud alla Neighborhood Playhouse presso la Henry Street Settlement House nel 1925 come "Junior Player". Talmud, il suo insegnante più importante, si era formato in euritmia sotto Delsarte e Dalcroze. Come studentessa della Playhouse, Sokolow studiò voce, danza e pantomima. Alla fine ricevette una borsa di studio completa alla Playhouse e partecipò alla sua prima grande esibizione nel 1928 come parte della "Israel Symphony" di Bloch.

## Carriera
Sokolow si esibì per la prima volta con la Martha Graham Company nel 1930. Ballò con la compagnia come solista per circa 8 anni. Mentre ballava con la compagnia Graham, assisteva Louis Horst nei suoi corsi di coreografia. Una delle sue interpretazioni con la compagnia degne di nota fu nella La sagra della primavera di Massine del 1930.
Le prime esibizioni soliste di Sokolow avvennero tra il 1929 e il 1932. Sviluppò il Theatre Union Dance Group nel 1933, che fu ribattezzato "Dance Unit" nel 1935. Nei programmi per la "Dance Unit" il nome di Anna Sokolow non fu enfatizzato per portare più attenzione al gruppo rispetto a determinate persone. Nonostante questo i ballerini erano conosciuti come "Sokolovas". Nel 1936 la Y.M.H.A. presentò una serata completa del suo lavoro a New York. Alcuni dei lavori inclusi nel programma erano Speaker (1935), Strange American Funeral (1935), Inquisition ‘36 (1936) e Four Little Salon Pieces (1936). Nel 1937 quattro uomini si unirono alla Dance Unit per la prima volta, esordendo in Excerpts from a War Poem (1937). Con gli uomini in più Sokolow evitò di dividere il movimento in base al genere e invece presentò tutti i corpi come uguali. Entrò nella New Dance League nel 1937.
A partire dagli anni '30 si affiliò al movimento politicizzato di "danza radicale", da cui sviluppò il suo lavoro Anti-War Trilogy (Trilogia contro la guerra) (1933). Durante questo periodo eseguì e coreografò sia opere soliste che di gruppo, affrontando temi che comprendevano lo sfruttamento degli operai ed i crescenti problemi degli ebrei in Germania. Sokolow trasse molta della sua ispirazione dal movimento sindacale poiché considerava i sindacati il suo primo pubblico. Ha spesso esplorato temi del comunismo, del socialismo e della classe operaia attraverso le sue danze, in particolare in Strange American Funeral (1935) e Case No. -- (1937). Diverse opere di questo periodo, tra cui la Anti-War Trilogy, furono musicate dal compositore Alex North.
Negli anni '40 Sokolow continuò a dare le sue anteprime in vari luoghi della città di New York, come The Bride (1946), un brano influenzato da elementi tradizionali delle cerimonie nuziali degli ebrei ortodossi. Dal 1955 al 1985 Sokolow ha regolarmente coreografato per il Juilliard Dance Ensemble alla Juilliard School. Ha creato molti notevoli pezzi per il gruppo tra cui Primavera (1955) e Ballade (1965).
Nel 1953 la Sokolow creò Lyric Suite, una delle sue opere più apprezzate. Lyric Suite, una raccolta di assoli, duetti e opere d'insieme incentrate sulla musica di Alban Berg, è stata degna di nota per la mancanza di una narrativa e il suo design "in forma di suite". Il New Dance Group sponsorizzò la prima presentazione di Lyric Suite nel marzo del 1954. La Sokolow considerava questo pezzo come l'inizio di una nuova era nella sua coreografia.
Un altro dei lavori distintivi della Sokolow era Rooms (1955), un pezzo che esplorava la solitudine. La musica, composta da Kenyon Hopkins, era in origine una composizione jazz. Rooms era diviso in sei sezioni: Dream, Escape, Desire, Panic, Daydream e The End? Il pezzo presentava otto ballerini e otto sedie, con l'intenzione che ogni danzatore e sedia raffigurasse un personaggio specifico in una stanza appartata. Anche Rooms ottenne recensioni positive, con molti critici che notarono il suo forte impatto emotivo.
Dal 1958 al 1965 la Sokolow ha creato la sua serie Opus. Questa serie comprende Opus '58 (1958), Opus Jazz 1958 (1958), Opus '60 (1960), Opus '62 (1962), Opus '63 (1963) e Opus '65 (1965). Il set di sei pezzi, insieme a Session for Six (1958) e Session for Eight (1959) utilizzava lessici dei movimenti simili e contenuti con lievi variazioni in ciascuno. Le partiture di labanotazione mostrano le somiglianze trovate, incluso l'uso di forti accenti e la caduta del corpo e delle sue parti sul pavimento.
Nei tardi anni Sessanta, Sokolow usò lo stile jazz per protestare contro la guerra in corso in Vietnam e per dare voce alle controculture dell'America. Time+ (1966) è stata una danza di protesta contro la guerra parti multiple. Nel pezzo ha usato immagini chiare dei soldati e delle loro esperienze di guerra. Il terminava con soldati che apparivano feriti e in lotta l'uno con l'altro per resistere, mostrando le grandi difficoltà che provengono dalla guerra.

### Lavoro teatrale
Sokolow iniziò la sua collaborazione con Broadway nel 1947, coreografando per il musical Street Scene. Ha coreografato diverse produzioni di Broadway, tra cui Happy as Larry (1950) e Camino Real (1953).
Era pronta a lavorare su Hair (1967), ma un intervento chirurgico d'emergenza le impediva di essere pienamente assorbita dal lavoro. Di conseguenza abbandonò la produzione. Quando le fu chiesto di riprendere, rifiutò questa opportunità poiché contestava l'uso del nudo nella produzione.
La Sokolow ha anche messo in scena spesso opere, come la Carmen (1956) e Candide (1956), per la New York City Opera.

### Lavoro internazionale
Anche se con sede a New York, Sokolow era conosciuta anche per il suo lavoro all'estero. Nel 1939 si recò in Messico con la sua compagnia per esibirsi alla Bellas Artes (Scuola di Belle Arti) a Città del Messico, dove ricevettero recensioni positive. Questo successo portò alla formazione del gruppo La Paloma Azul. La Sokolow creò un balletto sinfonico in quattro epidsodi per questa compagnia El Renacuajo Paseador (1940), su musica di Silvestre Revueltas. Dopo che i suoi ballerini furono partiti per tornare a New York City, la Sokolow scelse di fermarsi per continuare a lavorare su richiesta del Ministero della Pubblica Istruzione. La Paloma Azul si sciolse nel 1940 a causa dell'emergere di un gruppo di danza concorrente. Alla fine tornò a New York nei primi anni '40, ma continuò a visitare Città del Messico ogni tanto durante la sua carriera.
Jerome Robbins incoraggiò la Sokolow ad andare ad Israele per lavorare con gli Inbal Dancers nel 1953. Le visite di Sokolow in Israele iniziarono negli anni '50 e si conclusero negli anni '80. Il suo primo programma in anteprima in Israele comprendeva The Treasure (1962), The Soldier's Tale (1954) e Dreams (1961). Nel 1962 aiutò a fondare il Lyric Theatre israeliano. La compagnia ebbe vita breve poiché si sciolsero nel 1964. La Sokolow tornò in Israele come coreografa ospite per la Batsheva Dance Company nel 1972.

## Insegnamento
Una delle prime esperienze di insegnamento di Anna Sokolow fu durante un viaggio in Russia nei primi anni '30. Mentre era lì con il suo amante e collaboratore musicale, Alex North, tenne delle lezioni con la tecnica Graham. Nel 1955 Sokolow diede le sue prime lezioni alla Juilliard. Entrò ufficialmente nella facoltà nel 1958 e insegnò lezioni di "metodo di danza" dal 1958 al 1993. Anna Sokolow lavorò anche a fianco di Robert Lewis come insegnante al Repertory Theatre al Lincoln Center e all'HB Studio. Inoltre, più tardi nella sua carriera, diede lezioni di coreografia presso la Hebrew Arts School.

### L'Actors Studio
Nel 1947 l'amico intimo della Sokolow, Elia Kazan, la convinse a diventare membro fondatore dell'Actors Studio. La Sokolow insegnava agli attori il movimento. Le lezioni erano radicate nella tecnica della Graham e comprendevano anche elementi per il floorwork e per la sbarra. Il suo pezzo Rooms (1955) emerse come una risposta alle sue esperienze di lavoro con gruppi di aspiranti attori. Alla fine la Sokolow impostò una produzione su piccola scala - Elmer e Lilly - sui suoi studenti. Lasciò l'Actors Studio a metà degli anni '50.

## Repertorio
Dopo lo scioglimento della compagnia della Sokolow, Players' Project, nel 2004, i suoi ex direttori artistici formarono istituzioni separate per mantenere l'eredità della Sokolow. Il Sokolow Theatre Ensemble esegue il repertorio di Sokolow più coreografie contemporanee sotto la direzione di Jim May. Il Player’s Project continua a far rivivere il lavoro della Sokolow oggi.
Sokolow Now!, la compagnia di danza d'archivio della Sokolow Dance Foundation, esegue il repertorio della Sokolow esclusivamente sotto la direzione di Lorry May. La fondazione offre anche programmi educativi unici e concede attivamente licenze e ricostruisce le opere di Sokolow. Molte delle opere di Sokolow sono state filmate e sono tenute presso la biblioteca pubblica di New York nella sua divisione di danza.
- Histrionics (1933)
- Speaker (1935)
- Strange American Funeral (1935)
- Inquisition ‘36 (1936)
- Four Little Salon Pieces (1936)
- Case No.-- (1937)
- Excerpts From a War Poem (F.T. Marinetti)  (1937)
- Slaughter of the Innocents (1937)
- “Filibuster” from The Bourbons Got the Blues (1938)
- Dance of All Nations, Lenin Memorial Meeting (1938)
- Sing for Your Supper (1939)
- The Exile (A Dance Poem) (1939)
- Don Lindo de Almería (1940)
- El Renacuajo Paseador (1940)
- Lament for the Death of a Bullfighter (1941)
- Kaddish (1945)
- The Bride (1946)
- Mexican Retablo (1946)
- Lyric Suite (1953)
- Rooms (1955)
- Bullfight (1955)
- Sesion for Six (1958)
- Opus ‘58 (1958)
- Opus Jazz 1958 (1958)
- Opus ‘60 (1960)
- Dreams  (1961)
- Opus ‘62 (1962)
- Opus ‘63 (1963)
- Forms (1964)
- Odes (1964)
- Opus ‘65 (1965)
- Time+ (1966)
- Hair: The American Tribal Love-Rock Musical (1967)
- Los Conversos [The Converts] (1981)[3]

## Lavoro per Broadway
- Noah (1935) - commedia con musica di Louis Horst - co-coreografo
- Sing for Your Supper (1939) - revisione - co-coreografo
- Street Scene (1947) - musical - coreografo
- The Great Campaign (1947) - commedia - coreografo
- Sleepy Hollow (1948) - musical - coreografo
- Regina (1949) - opera - coreografo
- Happy as Larry (1950) - musical - coreografo
- Camino Real (1953) - commedia - assistente direttore artistico
- Red Roses for Me (1955) - commedia - coreografo - Tony Nomination for Best Choreography
- Candide (1956) - operetta - coreografo
- Copper and Brass (1957) - musical - coreografo
- Clothes for a Summer Hotel (1980) - consulente danza

## Eredità
Soprannominata "spirito ribelle" della danza moderna, Sokolow era nota per la sua natura severa e intensa durante le prove. Vinse vari premi tra cui il Samuel Scripps Award (1991), l'Aztec Eagle Honor (1988), un dottorato onorario in Belle Arti del Conservatorio di Boston (1988) e un dottorato onorario in studi umanistici presso la Ohio State University (1978). Nel 1967 ricevette una prestigiosa borsa di studio dal National Council on the Arts, del valore di 10000 $; utilizzò questo finanziamento per creare Deserts (1967). Nel 1998 fu inoltre ammessa al National Museum of Dance's Mr. & Mrs. Cornelius Vanderbilt Whitney Hall of Fame e nel 1993 all'Academy of Arts and Letters dell'American Academy. Sokolow ha dedicato le sue opere alle sue ispirazioni, tra cui Isadora Duncan, Louis Horst, Anna Frank, José Limón, Vaslav Nijinsky, Martin Luther King Jr. e i suoi genitori. Le sue coreografie sono state eseguite da molte importanti compagnie di danza tra cui Alvin Ailey American Dance Theater, Batsheva, Boston Ballet e Nederlands Dans Theater.
Sokolow era anche nota per il suo forte coinvolgimento nel movimento comunista. Alle elezioni di New York del 1936, si iscrisse come comunista. Negli anni '40 fu anche una delle protagoniste di molti raduni comunisti. Tuttavia, negli anni '50 Sokolow non si allineò più al partito comunista. Quando fu interrogata dall'FBI, dichiarò che la sua partecipazione ai raduni era motivata dalla possibilità di guadagnare soldi per la sua esibizione.

## Vita privata
Sokolow è stata legata sentimentalmente ad Alex North, il suo collaboratore musicale, per sette anni. Nonostante la fine della loro relazione, hanno continuato a lavorare insieme per tutta la loro carriera. Non ha avuto figli.
Sokolow soffrì di depressione tra la fine degli anni '60 e l'inizio degli anni '70.
Morì all'età di 90 anni, il 29 marzo 2000 a New York City.